# 旭川市立愛宕小学校
旭川市立愛宕小学校（あさひかわしりつ あたごしょうがっこう）は、北海道旭川市豊岡8条6丁目にある公立小学校。

## 概要
北海道第二の都市・旭川のほぼ中心地に位置する中規模校。昭和49年に豊岡小学校から分離独立して2023年2月で50周年を迎える。愛宕小は「通常学級」と「特別支援学級」を両輪として『確かな学力の定着と向上』、『豊かな心の育成』、『信頼される学校の実現』を基軸に、握手（信頼）と拍手（感動）で子どもの心に残る教育を行っている。

## 学校データ
交通 　
JR旭川駅から約5.2km。路線バス（旭川電気軌道 [94][98]）で中心街（1条8丁目）から15分。豊岡8-6バス停下車。
学級数
19学級（普通学級:14 情緒障害学級:3 知的障害学級:1 病弱学級:1）他に学びの教室:1
児童総数
460人（平成19年度）　

## 歴史

### 校名の由来
愛宕小（旭川市豊岡）近くに「愛宕」らしき呼称は見あたらないのに、なぜ「“愛宕”小学校」としたのか…。
旭川市豊岡町に学校が新設されることになり、この地域が区画整理される以前、東旭川町『愛宕』と呼ばれていたことから地域住民及び有志の一致した願望により旧地名をもって校名とすることになった。
東旭川町「愛宕」の地名は昭和12年、現豊岡15条7丁目にある『愛宕神社』の名をもって字名とされている。
愛宕神社は屯田兵制度の廃止に伴いこれを記念し、永久に保存する考えから東京都愛宕神社の御分霊を受け、明治36年に建立され、以来地域住民の信仰対象となっている。
旧地名をもって校名とした『愛宕』には、開拓の精神を受け新設校の発展を強く願う気持ちが強く込められている。

### 校章
子どもたちの夢と希望を大空に自由を求めて羽ばたく翼で現わし、中央に校名「愛宕」が配されている。（創案者:開校事務取扱・戸原武雄）

### 開校時の受入児童内訳
- 豊岡小学校:389人
- 第3小学校:47人
- 旭川小学校:23人
- 東栄小学校:12人
- 他の小学校:20人

## 教育目標

### 学校教育目標
「豊かな身体を鍛え、仲間とともに、たくましく生きる力を育てる」

### 校訓
〜考える子（知）・たくましい子（意体）・豊かな子（情）〜

### 目指す学校像
- 子どもにとって → 自分が大切にされ学ぶ喜びと居場所がある学校
- 保護者にとって → 信頼感で結ばれ相互に願いを語り合える学校
- 教職員にとって → 共通理解を大切にし互いに切磋琢磨する学校

## 開かれた学校

### ウェブサイト発信
- 2007年3月9日新設の「公式Webページ」により、学校の情報発信に努めている。
- 2007年8月9日新設の「Webログ」により、学校や愛宕っ子の様子を発信している。

### 地域公開参観日
毎年、保護者だけでなく地域の方々にも広く愛宕小の教育を参観する機会を設けている。

### 学校ボランティア
毎月の「図書の読み聞かせ」のほか、登下校時の安全確保のため町内会の方々が「見守り」や「愛のパトロール」を行ってくれている。

## 沿革
- 開校準備（1971 - 73年）
  - 1971年 7月01日・愛宕小学校建設促進期成会設立
  - 1973年 3月30日・旭川市議会で豊岡小学校分教場新設を決定
  - 1973年 7月31日・校舎建築工事着工（校地面積26279m2・建物面積2389m2）
  - 1973年 8月21日・戸原（豊岡小校長）、今野（東光中）が新設校開校事務取扱発令
  - 1973年 9月27日・「愛宕」の地名について調査
  - 1973年10月22日・通学区委員会で通学区原案決定（12月29日通学区域決定）
  - 1973年11月14日・通学説明会（3回）・新設校PTA設立準備委員会発足
  - 1973年11月22日・校名決定、校章・バッジ・胸章決定
  - 1973年12月27日・新設校開設に伴う教職員異動内示
  - 1973年12月29日・通学区域決定
- 開校初年度（1974年）
  - 1974年 1月21日・豊岡小学校より分離開校（仮開校式）児童数（493名・14学級）教職員24名
  - 1974年 1月27日・愛宕小学校父母と先生の会発足
  - 1974年 2月08日・開校式、開校祝賀会
  - 1974年 2月20日・第二期工事要望事項提出
  - 1974年 4月05日・第一回入学式（644名・18学級）
  - 1974年 4月06日・第一期工事完了（校舎12教室他）／工費:1億9191万7千円
  - 1974年 5月14日・校旗贈呈式（期生会）
  - 1974年 5月20日・グラウンド竣工
  - 1974年 5月22日・第一期工事検定・引き渡し
  - 1974年 6月01日・PTA校庭作業:芝生・遊具・砂場作り
  - 1974年 6月30日・旧春日小より遊具移設、オンコ・ニオイヒバ移植
  - 1974年 7月01日・第二期工事着工
  - 1974年 5月22日・2階3階教室改造工事開始
  - 1974年 8月24日・愛宕音頭発表会
  - 1974年 9月01日・PTA校庭作業:グラウンド除草・リンゴの木移植・遊具取り付け
  - 1974年 9月08日・運動発表会
  - 1974年11月25日・第二期工事検定・引き渡し（校舎6教室他）／工費:9230万円
- 開校1周年（1975年）
  - 1975年 2月08日・開校記念日
  - 1975年 3月16日・第一回卒業証書授与式授与式
  - 1975年 5月01日・児童数733名・20学級
  - 1975年 5月11日・水田、花壇造成（PTA作業）
  - 1975年 6月01日・第一回運動会
  - 1975年 6月21日・テニス・バレーコート支柱基礎工事（教職員）
  - 1975年 7月06日・校庭整備作業:登り木・水田・芝生補修・植樹
  - 1975年 7月08日・庭石寄贈（伊山・近藤より）
  - 1975年 7月23日・庭石払い下げ（江丹別・金山より）
  - 1975年 9月21日・池造成:コンクリート工事・レリーフ台作成
  - 1976年 5月01日・児童数809名・21学級
  - 1976年 5月16日・パーゴラ基礎穴掘り
  - 1976年 6月26日・体育館工事着工
  - 1976年11月04日・体育館検定・引き渡し（11月8日）／工費:7151万円
  - 1976年11月09日・北海道実践理科研究大会会場校
  - 1976年12月02日・校歌発表会
  - 1976年12月05日・体育館竣工を祝う会、学芸発表会
  - 1977年 3月02日・雪像まつり
  - 1977年 4月23日・テニスコート支柱基礎工事（職員）
  - 1977年 5月01日・児童数899名・23学級
  - 1977年 5月12日・春の遠足
  - 1977年 6月25日・校庭に小鳥の庭・観察園の製作
  - 1977年 7月15日・山の学校（5年生:旭岳）
  - 1977年 7月18日・映画教室、自転車教室
  - 1977年 9月28日・秋の遠足
  - 1977年10月11日・第三期校舎建築促進陳情（市教委へ）
  - 1977年10月15日・気象観測所、パーゴラ・敷石設置
  - 1977年10月21日・全校球技大会、PTA学級委員・学年代表委員制度の編成
  - 1978年 1月31日・第三期校舎建築促進陳情／記録的な寒波　
  - 1978年 5月01日・児童数964名・24学級
  - 1978年 6月28日・第三期工事着工
  - 1978年 7月16日・体育館昇降口工事（学校開放用）、航空写真撮影
  - 1978年 8月02日・給食昇降口改良工事、壁塗装工事
  - 1978年 8月08日・日時計台座基礎コンクリート工事（9月22日設置完了）
  - 1978年10月09日・ソニー理科教育振興資金優良校受賞（副賞20万円）
  - 1978年10月20日・校舎落成開校5周年記念公開研究会
  - 1978年12月02日・第三期校舎増築工事開始（廊下・教室遮閉壁の撤去）
  - 1979年 1月19日・第三期工事完了（校舎6教室他）／工費:1億9505万円
  - 1979年 1月23日・第三期工事検定（配線ドッキング）・引き渡し
  - 1979年 1月26日・新校舎への教室移動
- 開校5周年（1979年）
  - 1979年 2月09日・記念カプセル集会
  - 1979年 2月11日・校舎落成開校5周年記念式典、祝賀会
  - 1979年 4月20日・ソニー優良校受賞の観測計器設置
  - 1979年 5月16日・保体用具収納庫施工
  - 1979年 5月21日・国際児童年記念・卒業記念植樹
  - 1979年 6月01日・特殊学級開級式
  - 1979年 6月08日・校内テレビ放映開始
  - 1979年 7月10日・カプセル埋設
  - 1979年 8月17日・流水実験場造成作業
  - 1979年 9月14日・ジャンボ遊具竣工式:テープカット
  - 1980年 9月26日・全道理科研究大会旭川大会公開授業
  - 1981年 7月20日・学校プール竣工式、プール開き
  - 1981年 7月24日・特学:海の学校
  - 1981年10月15日・北海道民花いっぱいコンクール奨励賞受賞
  - 1981年10月23日・ソニー理科振興資金優秀校受賞（賞金100万円）
  - 1981年10月31日・愛宕山フェンス工事（11月20日完了）
  - 1981年11月09日・児童数増に伴いプレハブ校舎（2教室）着工
  - 1982年 1月14日・ミニバス全道大会優勝（3月全国大会出場:優秀賞:福岡）
  - 1982年 6月20日・ニオイヒバ150本植樹（PTA）
  - 1982年 7月05日・少年サッカー全道大会優勝（8月全国大会出場:東京）
  - 1982年 9月24日・全日本学校健康優良校受賞（11月中央表彰）
  - 1982年 9月30日・全道精薄教育研究大会会場校
  - 1983年 5月29日・開校10周年記念大運動会
  - 1983年 7月30日・少年サッカー全道大会優勝
  - 1983年 8月03日・グラウンド外周フェンス工事完了（180m）
  - 1983年 9月10日・東門完成、開校10周年記念交流集会
  - 1983年 9月11日・開校10周年記念式典、祝賀会
  - 1983年11月25日・開校10周年記念公開研究会
- 開校10周年（1984年）
  - 1984年 3月25日・全日本サロンフットボール選手権大会優勝
  - 1984年 7月06日・愛宕東小学校開設事務所開き
  - 1984年10月03日・愛宕山に三角点移設（国土地理院）
  - 1984年11月03日・全日本健康優良学校中央表彰
  - 1985年 3月23日・愛宕東小学校へ分離・お別れ式
  - 1985年 3月24日・MB全国大会出場
  - 1985年 4月15日・留守家庭児童会開設（プレハブ教室撤去→建築工事）
  - 1985年 7月27日・テレビ放送施設設備工事
  - 1985年 9月22日・プレハブ教室への渡り廊下撤去
  - 1985年11月10日・黒板張り替え、掲示板クロス張り替え
  - 1985年12月14日・プログラムタイマー取り付け
  - 1986年 1月12日・ミニバスケット5年連続全道優勝
  - 1986年 2月26日・二重窓設置工事
  - 1986年 4月22日・学校管理機構を磁気カード式に取り替え
  - 1986年 6月04日・プールに温水シャワー設置（ホース）
  - 1986年 6月26日・前庭の池補修
  - 1986年11月03日・全日本健康優良学校中央表彰
  - 1986年11月28日・北海道北地区小学校放送研究大会
  - 1987年 8月08日・プレハブ教室跡地整地
  - 1987年11月19日・放送教育実践研究発表大会（教育局指定校）
  - 1987年11月21日・日時計修理移転
  - 1988年 8月01日・廊下壁面のペンキ塗装
  - 1988年10月07日・放送教育研究会全国大会会場校（NHK放送研究委嘱校）
  - 1989年 1月08日・元号が「平成」になる
- 開校15周年（1989年）
  - 1989年 2月25日・雪中運動会
  - 1989年 2月27日・ソーラーバルーンの愛宕活動の様子がTV全国放映
  - 1989年 5月20日・水泳少年団発足
  - 1989年 8月07日・気象観測史上初の猛暑:36度を記録
  - 1989年 8月22日・体育館暗幕の電動化工事
  - 1989年・いちいの木100本寄贈される（百嶋より）
  - 1989年12月20日・スクールバンドフェスティバルで器楽クラブがNHK賞受賞
  - 1990年 5月09日・子どもの森植樹（豆リンゴ・グミ・グスベリ・いちいの木）
  - 1990年 6月08日・旭川市開基百年記念愛宕地区市民ふれあいフェスティバル
  - 1990年 8月05日・屋外放送設備のワイヤレス化
  - 1991年 5月06日・小動物飼育小屋の設置
  - 1991年 7月31日・全日本特殊教育連盟北海道集会会場校
  - 1991年 9月19日・実のなる木・水松植樹
  - 1992年 8月10日・旭川市小学校水泳大会会場校
  - 1992年 9月12日・第二土曜日休日始まる
  - 1992年11月04日・ソニー教育振興資金努力賞受賞（副賞:8ミリビデオ・テレビ・フォトカメラ）
  - 1993年 3月20日・ミニバスケット少年団全道大会優勝（全国大会出場）
  - 1993年 5月19日・学校園水田に土を入れ畑に変更
  - 1993年 5月30日・開校20周年記念大運動会
  - 1993年 8月26日・開校20周年記念航空写真撮影
  - 1993年10月03日・開校20周年記念学芸発表会
  - 1993年10月17日・開校20周年記念式典・祝賀会（体育館舞台幕設置）
  - 1993年11月12日・開校20周年記念実践研究会
  - 1993年12月22日・管理棟の二重窓取り付け
  - 1994年 1月25日・2階に資料展示室を設置
- 開校20周年（1994年）
  - 1994年 7月02日・全校集会「どんちゃか祭り」開催
  - 1994年 8月14日・タイムカプセル集会（同窓会）
  - 1995年 8月07日・体育館床二期工事
  - 1995年 9月25日・教室の二重窓取り付け
  - 1995年12月26日・教室の天井張り替え工事（アスベスト改修）
  - 1996年 6月06日・プール温水シャワー設置（固定）
  - 1996年12月01日・職員室にパソコン設置
  - 1997年 7月10日・駐車場整備（砂利）
  - 1998年 2月08日・吹奏楽が東日本大会（東京）出場
- 開校25周年（1999年）
  - 1999年 8月25日・国旗掲揚塔工事
  - 2000年 3月27日・留守家庭児童会・特学教室工事
  - 2000年 4月10日・（トイレ水洗化工事）
  - 2000年 9月18日・学校樹木名札付け
  - 2000年10月21日・地域公開全校参観日
  - 2001年 3月12日・紅白幕配備（10張）、職員室放送スイッチボード配備
  - 2001年 4月09日・チャレンジ学習開始（基礎・基本の定着学習）
  - 2001年 5月18日・旭川市みんなで創る学校推進校指定（読み聞かせ）
  - 2001年 7月25日・体育館床張り替え工事
  - 2001年 7月30日・ジャングルジム設置
  - 2001年10月04日・教室用テレビ14台更新
  - 2001年10月08日・スイミング少年団文部科学大臣賞表彰
  - 2002年 1月07日・児童用パソコン20台・指導用3台の設置、テレビ配線工事・
  - 2002年 5月21日・田んぼの学校開始（谷口農場）
  - 2002年 8月23日・PTA盆踊り大会（市民委員会協賛）
  - 2003年 5月25日・開校30周年記念大運動会
  - 2003年 7月09日・開校30周年記念航空写真・全校集合写真撮影
  - 2003年 9月12日・国際理解教育全道大会公開授業
  - 2003年10月05日・開校30周年記念学芸発表会
  - 2003年10月31日・開校30周年記念タイムカプセル封印式
  - 2003年11月08日・開校30周年記念式典、祝賀会、地域公開全校参観日
  - 2003年11月25日・セコムセンサー増設
- 開校30周年（2004年）
  - 2004年 3月25日・西側女子トイレの洋式化改修
  - 2004年11月12日・上川管内教育実践学校指定教育実践発表会（地域公開）
  - 2005年 9月08日・台風被害による臨時休校（倒木多数）
  - 2005年11月22日・教弘論文最優秀表彰
  - 2006年11月10日・いじめに関わる臨時集会
  - 2006年12月26日・特別教室クロス張り替え
  - 2007年 1月26日・パソコン新規配備（児童用40台、全教職員用）校内の完全LAN運用化
  - 2007年 3月 9日・学校公式サイトの新設。
  - 2007年 4月 1日・特別支援教育がはじまる。
  - 2007年 4月 9日・学校公式サイトの正式登録。
  - 2007年 8月 9日・学校Blog新設。
- 開校34周年（2008年）
  - 2008年 2月 8日・開校34周年。